# بابيتكو
بابيتكو «بدر الدين للبترول» أو (بالإنجليزية: Bapetco - Badr El Din Petroleum Co) هي إحدى شركات القطاع المشترك بقطاع البترول المصري، والتي تأسست عام 1983 كشركة مساهمة مصرية طبقا لاتفاقية الامتياز الموقعة بموجب القانون رقم 99 لسنة 1980.

## مناطق امتياز الشركة

### بدر الدين
منطقتي تنمية بدر-٢ وبدر-١٧. حقول بدر، الأبيض، نياج-1، علم الشاويش، آسيل و كرم، العامرية في الصحراء الغربية.
- تأسست شركة بدر الدين للبترول «بابيتكو» طبقا لاتفاقية الامتياز الموقعة بين الحكومة المصرية وتمثلها الهيئة المصرية العامة للبترول (بالإنجليزية: Egyptian General Petroleum Corporation- EGPC) وشركة "شل ويننج إن في (بالإنجليزية: Shell Winning N.V.) بموجب القانون رقم 99 لسنة 1980 الصادر في 15 مايو 1980 للبحث عن البترول واستغلاله في منطقة بدر الدين بالصحراء الغربية.[1][2][3]
- التعديلات:
  - قانون رقم 16 لسنة 1984.[4][5][6]
  - قانون رقم 13 لسنة 1988.[7][8][9][10][11]
  - قانون رقم 10 لسنة 2001.[12]
  - قانون رقم 68 لسنة 2006.[13][14][15]
  - قانون رقم 171 لسنة 2019.[16]

## الشركاء
- الهيئة المصرية العامة للبترول.
- شركة (بيكو «كايرون»).[17][18]

## رؤساء الشركة
- أشرف عبد الجواد (فبراير 2023 - حتى الآن).[19]
- خالد منصور (مايو 2022 - فبراير 2023).[20]
- صلاح الدين السيد عبد الكريم (ديسمبر 2018 - ).[21]
- علاء عبد الفتاح البطل (نوفمبر 2017 - ).[22]
- صبري أبو الوفا شرقاوي (أغسطس 2017 - نوفمبر 2017).[23]
- طاهر الزفزاف (فبراير 2017 - أغسطس 2017).[24]
- عماد الدين حمدي (يونيو 2013 - ).[25]
- عابد عز الرجال ( - يونيو 2013).[26]
- شريف سوسة ( - أكتوبر 2012).[27]
- محمد ناجي.[28]
- محمود لطيف.[29]
- طلعت أسعد.[30]
- حسن رزق (سبتمبر 2003 - ).[31]
- عبد الواحد جوهر ( - سبتمبر 2003).[31]
- منير الطوخي.
- محمد عيد.